# 小島鉦作
小島 鉦作（こじま しょうさく、1901年（明治34年）4月13日 - 1996年（平成8年）8月29日）は、日本の歴史学者。成蹊大学名誉教授。愛知県出身。

## 人物・略歴
1901年（明治34年）、愛知県愛知郡天白村（現在の名古屋市天白区）に小島万太郎の子として生れる。1919年（大正8年）に愛知県立第五中学校（現在の愛知県立瑞陵高等学校）卒業、1923年（大正12年）3月に神宮皇學館本科を卒業と同時に神宮文庫司書兼神宮皇學館助手に任じられる。同年12月、一年志願兵として名古屋歩兵第六連隊に入隊、終えて東京帝國大學史料編纂業務嘱託、その後同大学史料編纂官補。
小島家は代々、熱田神宮大宮司領の庄屋として村方役をつとめ、父も鉦作が熱田神宮の神職になることを期待していた。しかし、神宮皇學館在学中に館長上田萬年・教授竹島寛等の勧めがあって、東京に出て史料編纂所につとめるに至ったという。
1941年（昭和16年）からは『大日本史料』第五編部長（鎌倉時代担当）となる。1943年（昭和18年）、成蹊高等学校教授に転じ、1949年（昭和24年）成蹊大学政治経済学部教授、1969年（昭和44年）退官にあたり名誉教授。この間、1961年（昭和36年）、「神社領知制の研究」により東京大学から文学博士の学位を授与される。成蹊大学を退いた後は、1970年から立正大学教授として1976年（昭和51年）まで務めた。1974年（昭和49年）、勲三等瑞宝章受章。1996年逝去。
専門は、日本中世史・神社史・社会経済史で、特に学位論文でもある「神社領知制の研究」に代表されるように、神社が荘園化して荘園的機能を果たしたいわゆる「神社領知制」の研究という新しい分野を開拓した。神社史に関する史料編纂にも多く関わっており、大神宮史料蒐集嘱託をはじめ、官幣大社稲荷神社由緒調査嘱託として『稲荷神社史料』第五編、熱田神宮史編修委員（のち委員長）として『熱田神宮文書』『熱田神宮史料』、宗像神社史編纂委員長として『宗像神社史』の編纂に従事している。

## 著書
- 『小島鉦作著作集』 吉川弘文館、1985-1995
  - (1)神社領知制の研究
  - (2)伊勢神宮史の研究
  - (3)神社の社会経済史的研究

全7巻の予定であったが、事情により全3巻をもって終刊。
- 『北畠親房と二十一社記』 文部省教学局、1943